# مايك والش
مايك والش (بالإنجليزية: Mike Walsh)‏ هو مدرب كرة القاعدة ‏ أمريكي، ولد في 29 أبريل 1850، وتوفي في 2 فبراير 1929 في لويفيل في الولايات المتحدة.